# Последняя оргия Третьего рейха
«Последняя оргия Третьего рейха» (итал. L'ultima orgia del III Reich) — экстремальный итальянский военный фильм ужасов 1977 года (некоторые источники указывают 1976 год, снятый в поджанрах «наци-эксплуатация» и «женщины в тюрьме». Некоторые критики называют эту ленту «евротрэш». Картина содержит «хардкорную порнографию».

## Сюжет
Человек по имени Конрад фон Штарке едет по дороге, слушая по радио дело о военных преступлениях нацистов во время войны. Он останавливает машину и выходит у развалин старого лагеря смерти. Там он встречается с девушкой по имени Лиз Коэн. Выясняется, что она — бывшая узница этого лагеря, а Конрад — бывший его комендант, который договорился встретиться с Лиз через несколько лет после окончания войны. Конрад благодарит её за показания, которые она дала на процессе по его делу о военных преступлениях, именно они спасли его от смертной казни и помогли ему интегрироваться в новую Западную Германию. Пара осматривает развалины, после чего занимается сексом.
Лиз вспоминает свои дни в лагере. Прибывает новая партия евреек-заключённых. Некоторых немедленно отправляют в газовую камеру, а некоторых сжигают заживо. Офицеры «Мёртвой головы» в зале смотрят жёсткий порнофильм (в частности зрителю показаны сцены изнасилования, инцеста матери и дочери, связывания, копрофагии, мочеиспускания и экстремального секса), после чего к ним заводят некоторых из «новеньких», раздетых догола. Начинается оргия, женщин насилуют (в том числе битами), пытают и всячески сексуально унижают. Комендант Штарке и приезжий генерал СС наблюдают, не вмешиваясь.
Позже один из охранников насилует Лиз; но затем его убивают сослуживцы из-за того, что он пытается не дать им воспользоваться пленницей. Альма, охранница лагеря и любовница коменданта Штарке, приказывает бросить на съедение собакам заключённую, у которой начались месячные. Далее показаны несколько сцен секса между охранниками и пленницами. Штарке с другими офицерами СС обсуждают за обеденным столом нацистские теории, и один из них делится с сослуживцами своими надеждами на то, что однажды появятся фермы, где будут выращивать евреев, чтобы потом употреблять их в пищу. Все приходят в возбуждение от этой мысли и совершают акт каннибализма-детоубийства, поедая тушёное мясо, приготовленное из нерождённых еврейских младенцев. Когда одна из женщин-заключённых теряет сознание от шока, они обливают её обнажённое тело алкоголем и поджигают, а затем съедают.
Штарке начинает интересоваться Лиз, удивлённый её моральной стойкостью: ему не удаётся напугать её ничем. Он бросает её единственную подругу в яму с негашёной известью, Лиз, раздетая догола и подвешенная за запястья, вынуждена на это смотреть. Комендант угрожает бросить туда же и Лиз, сечёт её плетью, насилует, опускает голову в ящик, наполненный крысами, но девушка по-прежнему не издаёт ни стона. Вскоре Лиз попадает в больницу, где её лечит молодой врач-пацифист; девушка рассказывает ему, почему она не плачет. Она хочет умереть, так как несколько лет назад сдала свою семью нацистам и теперь чувствует сильную вину за это. Когда доктор говорит ей, что это была не её вина, она преисполняется решимости выжить. В подтверждение этого желания Лиз занимается с ним сексом.
Штарке продолжает пытать Лизу, уверяя девушку, что влюбился в неё. Она отвечает, что тоже любит его, и в подтверждение своих слов вступает с ним в экстремальные сексуальные отношения: охотно надевает пояс, сделанный из скальпов сокамерниц, чтобы доказать свою привязанность. Ревнивая Альма насилует коменданта его собственным кнутом, но тому удаётся вырваться и задушить её.
Лиз рожает ребёнка от Штарке, но комендант убивает его, потому что он «наполовину еврей», а «полукровке не найдётся места в этом мире».
Снова наши дни. Лиз и Штарке всё ещё в разрушенном лагере и снова занимаются сексом. Затем Лиз стреляет в Штарке, его тело падает в яму.
В альтернативной концовке Лиз, убив Штарке, стреляет в себя.

## В ролях
Подавляющее большинство актёров и актрис, снявшихся в фильме, малоизвестны либо вовсе неизвестны зрителю.
- Адриано Микантони[итал.] — Конрад фон Штарке, комендант лагеря (в титрах указан как Marc Loud)
- Даниэла Поджи[итал.] — Лиз Коэн, заключённая лагеря, любовница Штарке (в титрах указана как Daniela Levy)
- Маристелла Греко — Альма, надзирательница лагеря, любовница Штарке
- Антиниска Немур[итал.] — узница лагеря
- Ренато Параччи[итал.] — профессор

## Производство и показ
Исполнительница главной женской роли, Даниэла Поджи, позднее сожалела, что снялась в этом фильме: «Мне тогда было двадцать лет, я была моделью, и моё агентство вынудило меня. К сожалению, они добавили неожиданные сцены и чудовищное название».
Фильм был одобрен цензурным комитетом Италии 28 января 1977 года, и уже 31 января состоялась премьера «Оргии…». Позднее в том же году фильм был официально показан в Японии и Франции. В дальнейшем премьеры состоялись:
- 1978 год — Испания (только в Барселоне)
- 1984 год — Португалия
- 2009 год — Финляндия (только на DVD)

В англоязычном прокате для домашнего видео лента вышла под названиями «Последняя оргия гестапо» (англ. Gestapo's Last Orgy) и, реже, «Калигула, перевоплотившийся в Гитлера» (англ. Caligula Reincarnated as Hitler).

## Восприятие и критика
- AllMovie. «…среди итальянских фильмов на нацистскую тематику, ориентированных на секс и ужас, снятых после выхода „Ночного портье“, „Последняя оргия гестапо“ — один из наиболее хорошо сделанных и увлекательных в своём роде»[1].
- Cultsploitation.com. «„Последняя оргия гестапо“ была сделана только по одной причине: заработать немного денег на обнажённых спинах горячих цыпочек, подвергающихся насилию. Смотреть довольно тяжело… Приходится пялиться на множество волосатых вялых членов… Хочется, чтобы это был романтический фильм с посыпкой пылью мести сверху. Получается ли это? Не совсем, из-за того, что фильм был так плохо снят при ограниченном бюджете. Мы не увлекаемся ни одним из персонажей, и к тому времени, когда наступает конец, мы знаем, что произойдет, и нам всё равно»[3].

В 2021 году Британский совет по классификации фильмов отказал картине в сертификате DVD из-за «повсеместного сексуального и садистского насилия в явно антисемитском контексте».